# Ešmolijen muzej
Ešmolijen muzej (engl. Ashmolean Museum) je muzej umetnosti i arheologije u Beamont ulici, Oksford, Engleska, i to je prvi Univerzitetski muzej u svetu. Njegova prva zgrada podignuta je 1678-83. do zgrade kuriozitetskog kabineta koje je Elias Ešmol (eng. Elias Ashmole) poklonio Univerzitetu u Oksfordu 1677.
Sadašnja zgrada je podignuta 1841-45. muzej je ponovo otvoren 2009. posle velikih renoviranja. U novembru 2011., nova galerija koja je fokusirana na Egipat i Nubiju je predstavljena. U maju 2016., u muzeju su otvorene nove galireje devetnaestovekovne umetnosti.

## Istorija

### Ulica Broad
Muzej je otvoren 24. maja 1683., sa prvim čuvarom naturalistom Robertom Plotom (eng. Robert Plot). Zgrada u Broad ulici, koja je postala poznata po Starom Ešmolijenu. Elias Ešmol je prikupio kolekciju od putnika, kolekcionara Džona Tradeskanta starijeg (eng. John Tradescant the Elder) i njegovog sina, Džona Tradeskanta mlađeg (eng. John Tradescant the Yunger). Zbirka je uključivala kovanice, knjige, gravure, geološke i zoološke primerke- jedna od njih je bilo punjeno telo poslednje ptice dodo viđene u Evropi; ali do 1755. punjeni dodo je bio poljeden od strane moljaca i uništen, osim glave i jedne kandže.

### Ulica Biomont
Sadašnja zgrada datira iz 1841-45. dizajnirao je Čarls Kokorel (eng. Charles Cockerell) kao Univerzitetsku galeriju u klasičnom stilu. Jedno krilo zgrade je sadržalo Tejlor institut (eng. Taylor Institution), moderni lingvistički fakultet univerziteta, koji se nalazio na uglu Biomont ulice. Ovo krilo zgrade je takođe bilo delo istog arhitekte, koji je koristio jonski red grčke arhitekture.
Artur Evans (eng. Sir Arthur Evans) (1851—1941), koji je bio zadužen kao čuvar muzeja 1884. i koji je otišao u penziju 1908., je u velikom delu odgovoran za današnji izgled muzeja. Donaciju od 10 000 funti (£10,000) je omogućila Evansu da sagradi produžetak Univerzitetskoj galeriji i preseli Ešmolijensku kolekciju tamo 1894. Ešmolijen I Univerzitetska galerija, su se 1908. spojili i nastao je Ešmolijenski muzej umetnosti i arheologije. Muzej je postao skladište nekih od bitnih arheoloških nalaza koje je Evans pronašao na svojim iskopavanjima na Kritu.

## Renoviranje
Unutrašnjost Ešmolijena je bitno modernizovana u skorije vreme i sada uključuje restoran i veliku prodavnicu suvenira.
Ešmolijen je otvorio i predstavio publici novu galeriju Starog Egipta i Nubije, 26. novembra 2011. Druga faza najvažnijih rekonstrukcija sada dozvoljava muzeju da izloži predmete koji su bili u skladištu decenijama, vise od duplog broja kovčega i mumija su izloženi.
Maja 2016., muzej je otvorio novu galeriju koja je posvećena kolekciji Viktorijanske umetnosti. Poboljšanje uslova u muzeju je dozvolio povratak u Ešmolijenu Velike police za knjige (eng. Great Bookcase), koju je dizajnirao Vilijam Burdžes (William Burges), koja je opisana kao „najvažniji primer viktorijanskog oslikanog nameštaja koji je ikada napravljen.”

## Kolekcije
Glavni muzej sadrži ogromnu kolekciju arheološkoh predmeta i lepe umetnosi. Sadrži jedu od najboljih kolekcija Prerefaelskog slikarstva, Majolika grunčarije i engleskog srebra. Arhheološki deo sadrži predmete koje je Artur Evans doneo i ima izvrsnu kolekciju Grčke i Minojske keramike. Ovaj deo takođe sadrži i izvanrednu kolekciju Starog Egipta i Sudana.
Jedne od najbitnijih dela koja se nalaze u Ešmolijenu uključuju i:
·      Crteže koje su radili Mikelanđelo (Michelangelo), Rafael (Raphael) IiLeonardo da Vinči (Leonardo da Vinci)
·      Slike koje su radili Pablo Pikaso (Pablo Picaso), Piter Paul Rubens (Peter Paul Rubens), Samjuel Palmer ( Samuel Palmer), Pol Sezan ( Paul Cézanne), Ticijan (Titian)
·      Posmrtna maska Olivera Kronvela (Oliver Cromwell)
·      Arapska ceremonijalna odeća
·      Preko 30 komada iz kasno-rimskog perioda zlatnog stakla iz rimskih katakombi, treća najveća kolekcija posle Vatikna i Britanskog muzeja
·      Kolekcija antikviteta iz predinastičkog Egipta koju sledi ranodinastički period Egipta
·      Minojska kolekcija Artura Evansa, najveća posle one na Kritu
·      Narmerova i Škorpionova glava buzdovana
·      Abington mač, anglo-saksonski mač koji je pronađen u Abingtonu južno od Oksforda

## Krađa
Tokom vatrometa koji je slavio nov milenijum, 31. decembra 1999., lopovi su iskoristili da se popnu na krov muzeja i ukradu Sezanov pejzaž (View of Auvers-sur-Oise). Slika je procenjena na 3 miliona funti I opisana je kao bitno delo koje najbolje pokazuje prelaz između ranog do zrelog doba Sezanovog slikarstva. Kako su lopovi ignorisali ostala dela u toj prostoriji, I ukradeno delo nije bilo ponuđeno za prodaju, smatra se da je ovo slučaj naručene krađe umetničkog dela.